# مارك هالتر
مارك هالتر (بالفرنسية: Marek Halter)‏ هو كاتب وناشط فرنسي يدين باليهودية، عرف بما كتبه من روايات تاريخية والتي ترجمت إلى عدة لغات منها الإنجليزية والبولندية والعبرية.

## سيرته
ولد عام 1936 في وارسو عاصمة بولندا ، خلال الحرب العالمية الثانية استوطن مع أبويه في الاتحاد السوفيتي بعد أن استطاعوا الهرب من معسكر الاعتقال في وارسو وفي عام 1946 عادت العائلة لبولندا لتهاجر في 1950 إلى فرنسا 

بعد سقوط الاتحاد السوفيتي أنشاء هالتر الكلية الفرنسية في موسكو وترأسها حتى 2007

## روابط خارجية
- مارك هالتر على موقع IMDb (الإنجليزية)
- مارك هالتر على موقع أول موفي (الإنجليزية)
- مارك هالتر على موقع كينوبويسك (الروسية)